# Air China Inner Mongolia
Air China Inner Mongolia ist eine chinesische Fluggesellschaft mit Sitz in Hohhot.

## Geschichte
Air China Inner Mongolia wurde am 23. August 2013 gegründet. Die Fluggesellschaft ist zu 80 % im Besitz der Air China. Die anderen 20 % gehören der Mongolia State Assets Operation Co., Ltd. Der Erstflug fand am 8. Januar 2014 statt.

## Flotte

### Aktuelle Flotte
Mit Stand Dezember 2024 besteht die Flotte der Air China Inner Mongolia aus neun Flugzeugen mit einem Durchschnittsalter von 9,9 Jahren:
| Flugzeugtyp    | Anzahl | bestellt | Anmerkungen               | Sitzplätze (First/Business/Eco) | Durchschnittsalter |
| -------------- | ------ | -------- | ------------------------- | ------------------------------- | ------------------ |
| Boeing 737-700 | 1      |          | mit Winglets ausgestattet | 128 (–/8/120)                   | 18,8 Jahre         |
| Boeing 737-800 | 8      |          | mit Winglets ausgestattet | 167 (–/8/159) 176 (8/–/168)     | 8,8 Jahre          |
| Gesamt         | 9      | –        |                           |                                 | 9,9 Jahre          |

### Aktuelle Sonderbemalungen
| Bemalung                | Flugzeugtyp    | Luftfahrzeugkennzeichen | Zeitraum           | Bild |
| ----------------------- | -------------- | ----------------------- | ------------------ | ---- |
| Tianjiao Inner Mongolia | Boeing 737-700 | B-5226                  | seit Dezember 2013 |      |